# Памятник воинам-землякам, участникам Великой Отечественной войны (Петровка, Якутия)
Памятник воинам-землякам, участникам Великой Отечественной войны (1941—1945 гг.) в якутском селе Петровка — мемориальный комплекс, посвящённый памяти воинов-участников Великой Отечественной войны в селе Петровка Мегино-Кангаласского улуса Республики Саха (Якутия) Российской Федерации. Памятник истории регионального значения.

## Общая информация
После окончания Великой Отечественной войны повсеместно начали появляться памятники и мемориалы в честь тех, кто сделал свой вклад в дело Победы. Хотя Якутия была очень далеко от линии фронта, местных жителей было призвано около 62,5 тысяч человек, а возвратилось живыми только около 35 тысяч из них. В якутском селе Петровка в 1970 году по инициативе и на средства местных жителей был воздвигнут памятник, который был призван увековечить подвиг в равной степени погибших и оставшихся в живых воинов-земляков.

## Описание памятника
Памятник воинам-землякам в селе Петровка Мегино-Кангаласского улуса Якутии установлен в 1970 году, что было приурочено к 25-летию Победы.
Памятник представляет собой железобетонную стелу. Верхняя часть стелы имеет форму флага, на котором закреплен лист из металла с указанием 41 имени павших воинов и 64 участников-земляков, вернувшихся домой после войны. В середине памятника, под флагом, расположена прямоугольная табличка, на которой написаны цифры «1945-1970». Стела установлена на прямоугольном железобетонном постаменте с небольшой табличкой в правом верхнем углу с текстом на якутском языке, который можно перевести на русский примерно так: «Памятник был сооружен к 25-й годовщине Великой Победы в 1970 году по инициативе ветерана войны Баланова Николая Егоровича на собранные от всех участников войны средства в размере 50 рублей с каждого».
В соответствии с Приказом Министерства культуры и духовного развития Республики Саха (Якутия) № 381-ОКН от 25.05.2016 «О включении выявленного объекта культурного наследия „Памятник воинам-землякам, участникам Великой Отечественной войны (1941—1945 гг.)“, расположенного по адресу: Республика Саха (Якутия), Мегино-Кангаласский улус (район), МО „Харанский наслег“, с. Петровка, ул. Юбилейная 9/1, в единый государственный реестр объектов культурного наследия (памятников истории и культуры) народов Российской Федерации в качестве объекта культурного наследия местного (муниципального) значения» памятник взят под охрану государства.
Памятник воинам-землякам в виде стелы объединён с находящимся рядом Памятником-часовней, посвященным воинам, павшим в годы Великой Отечественной войны 1945 года постройки (номер в Едином госреестре 141710790390004) и прилегающей территорией в единый мемориальный комплекс общей площадью 3261,98 м². Периметр памятника составляет 232,64 м. Памятный комплекс ограждён забором из металлических прутьев.